# Oleg Vassiliev (peintre)
Pour les articles homonymes, voir Oleg Vassiliev (homonymie).
Oleg Vladimirovitch Vassiliev (en russe : Олег Владимирович Васильев), né en 1931 à Moscou et mort le 25 janvier 2013 à New York, est un peintre russe associé au style non-conformiste soviétique. 
Oleg Vassiliev émigre aux États-Unis en 1990. Il s'établit d'abord dans l'État de New York et, plus tard, il s'installe à St. Paul, Minnesota.

## Éducation
Oleg Vassiliev est diplômé de l'École de peinture, de sculpture et d'architecture de Moscou, en 1958. À la fin des années 1950, il est influencé par l'avant-garde formaliste, Vladimir Favorsky (en) (1886-1964), Robert Falk (1886-1958), et A.V. Fonvizin (1882-1973).

## Biographie
Des années 1950 jusqu'aux années 1980, Oleg Vassiliev travaille avec son ami et collaborateur Erik Bulatov en tant qu'illustrateur de livres pour enfants. Ils développent un style qui combine la peinture réaliste avec des éléments graphiques, tel que du texte.

## Style

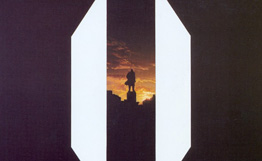
Pered rasvetom (Before the Sunrise), 1964

## Collections publiques
- The State Tretyakov Gallery, Moscow, Russia
- The State Russian Museum, St. Petersburg, Russia
- The State Center of Contemporary Art, Moscow, Russia
- The Pushkin Museum of Fine Art, Moscow, Russia
- Staatliche Kunstsammlungen Dresden, Dresden, Germany
- Kunstmuseum Bern, Bern, Switzerland
- Zimmerli Art Museum, Rutgers, The State University of New Jersey
- The Norton and Nancy Dodge Collection of Soviet Nonconformist Art, New Brunswick, New Jersey
- Norsk-Russisk kultursenter, Kirkenes, Norway
- Art Museum, Murmansk, Russia
- Duke University Museum of Art, Durham, North Carolina
- Art Museum of the University of Kentucky, Lexington, Kentucky
- Denver Art Museum, Denver, Colorado
- Kolodzei Art Foundation, Highland Park, New Jersey
- The Ludwig Collection, Aachen, Germany
- The Costakis Collection, Athens, Greece
- Art4.ru, Moscow, Russia

## Expositions

### Individuelles
- 2011  The Art of Oleg Vassiliev, The Museum of Russian Art, Minneapolis, MN
- 2008  Oleg Vassiliev: Recent Work, Faggionato Fine Arts, London (cat.)
- 2007  Oleg Vassiliev: Drawings, Forum Gallery, New York, NY (cat.)
- 2004	Memory Speaks (Themes and Variations), retrospective, The State Tretyakov Gallery, Moscow, traveled to The State Russian Museum, St. Petersburg (cat.)
- 2000	Recent Works, Galerie Andy Jllien, Zurich
- 2000   The Past Isn’t Dead, It Isn’t Even Past, University Art Gallery, University of Massachusetts, Dartmouth (cat.)
- 1999	Works 1987-1995, Blomquist, Oslo, Norway (cat.)
- 1999   On Black Paper, Wake Forest University Fine Arts Gallery, Winston-Salem, North Carolina, traveled to Denison University Art Gallery, Granville, Ohio (cat.)
- 1997	Oleg Vassiliev, Phoenix Gallery, Moscow
- 1996	Litografier til Tsjekhovs novelle ‘Husel med Arken’, Oljemalerier Galleri Cassandra, Drobak, Norway (cat.)
- 1995	Windows of Memory, Sloane Gallery, Denver
- 1995	Conceptual Posters by Oleg Vassiliev, Art Museum of the University of Kentucky,Lexington
- 1993	Recent Works, Phyllis Kind Gallery, New York
- 1991	Oleg Vassiliev, Galeria Fernando Duran, Madrid (cat.)
- 1968	Oleg Vassiliev, Bluebird Café, Moscou

### Collectives
- 2005	Russia!  Solomon R. Guggenheim Museum, New York (cat.)
- 2005	Collage in Russia XX Century, The State Russian Museum, St. Petersburg (cat.)
- 2004	Berlin-Moscow/Moscow-Berlin, Kunst 1950-2000, The State Tretyakov Gallery, Moscow, Martin Gropius Bau, Berlin (cat.)
- 2004	REMEMBRANCE: Russian Post-Modern Nostalgia, Yeshiva University Museum, New York (cat.)
- 2004	Global Village: The 1960s, The Montreal Museum of Fine Arts, Canada (cat.)
- 2003	Finding Freedom: 40 Years of Soviet and Russian Art, Selections from the Kolodzei Collection of Russian and Eastern European Art, The Bergen Museum of Art and Science, Paramus, New Jersey
- 2002	Moskauer Avantgarde: Grisha Bruskin, Erik Bulatov, Ilya Kabakov, Dmitri Prigov, Oleg Vassiliev, Andy Jllien Gallery, Zurich
- 2002	Malevich, Cinema and Beyond, Centro Cultural de Belem, Lisbon (cat.)
- 2002	National Center for Contemporary Art, Moscow
- 2001	Realities and Utopias, Jane Voorhees Zimmerli Art Museum, New Brunswick, New Jersey (cat.)
- 2001	Cold War/Hot Culture; American and Russian Nonconformist Art, Barrick Museum, University of Las Vegas, Nevada
- 2000	Seeing Isn’t Believing: Russian Art Since Glasnost, The Lamont Gallery, Phillips Exeter Academy, Exeter, New Hampshire (cat.)
- 1999	Forbidden Art: The Postwar Russian Avant-Garde, organized by International Art and Artists, Washington, DC, traveled to: Miami University Art Museum, Oxford, Ohio; The State Russian Museum, St. Petersburg; The State Tretyakov Gallery, Moscow; Alyce de Roulet Williamson Gallery, Art Center College of Design, Pasadena, California; McMullen Museum, Boston College, Massachusetts; Bruce Museum of Art and Science, Greenwich, Connecticut (cat.)
- 1999	It’s the Real Thing…Soviet and Post-Soviet Sots Art and American Pop Art, Frederick R. Weisman Art Museum, University of Minnesota, Minneapolis (cat.)
- 1998	The Russian Thaw, Tabakman Gallery, New York
- 1998	Selections from the Norton and Nancy Dodge Collection of Nonconformist Art of the Soviet Union, Museum of Fine Art, St. Petersburg, Florida
- 1996	Art Russia, Radar, Rome (cat.)
- 1995	Flug, Entfernung, Verschwinden, Konzeptuelle Kunst aus Moskau, Sadgalerie im Sophenhot, Kiel Haus am Waldesee, Berlin (cat.)
- 1995	From Gulag to Glasnost: Nonconformist Art from the Soviet Union, The Jane Voorhees Zimmerli Art Museum, Rutgers University, New Brunswick, New Jersey (cat.)
- 1995	The Damaged Utopia, Kraftmessen, Munich (cat.)
- 1995	Russian Images 1966-1995, Morlan Gallery, Transylvania University, Lexington, Kentucky
- 1995	Group Show, Phyllis Kind Gallery, New York
- 1995	A Mosca…A Mosca, Museum Kunstverein, Karlsruhe, Germany (cat.)
- 1994	Works on Paper, Kolodzei Collection of Contemporary Russian Art, Oklahoma City, Oklahoma
- 1994	No! and the Conformists. Faces of Soviet Art 1950-1980, Dunikowski Museum Palac, Krolikarni, Poland and The State Russian Museum, St. Petersburg (cat.)
- 1994	Zeitgenossen, Kunstmuseum, Bern
- 1994	Stalin’s Choice: Soviet Socialist Realism 1932-1956, P.S.1, Long Island City, New York
- 1993	Monuments: Transformation for the Future, Central House of Artists, Moscow
- 1993	Temporary Address for Contemporary Russian Art, Post Museum, Paris
- 1993	Old Symbols, New Icons in Russian Contemporary Art, Stuart Levy Gallery, New York
- 1993	M’AIDEZ/MAYDAY, Phyllis Kind Gallery, New York
- 1993	Tre Kunstneres syn pa Tjekov, Norsk-Russisk Kunst Senter, Kirkenes, Norway
- 1993	After Perestroika: Kitchenmaids or Stateswomen, Centre International d’Art Contemporain de Montreal, Canada (cat.)
- 1993	Monumental Propaganda, exhibition organized by Komar & Melamid and Independent Curators Incorporated, New York, traveled to: Courtyard Gallery, World Financial Center, New York; The Institute of Contemporary Art, Moscow; AI Gallery, Institute of History, Tallinn, Estonia; Moderna Galerija Ljubljana, Slovenia; Dunlop Art Gallery, Regina, Saskatchewan; The Muckenthaler Art Center, Fullerton, California; The Bass Museum of Art, Miami Beach; Kemper Museum of Contemporary Art, Kansas City, Missouri; Helsinki City Art Museum, Finland; Uppsala Konstmuseum; Helsinki; Kennisaw State University, Georgia (cat.)
- 1992	Lianozovo-Moscow: Vsevelod Nekrasov’s Russian Art Collection, Bohum Museum, Bohum, Germany
- 1992	Three Points of View, Center of Contemporary Art, Moscow (cat.)
- 1992	A Mosca…A Mosca, Villa Campolieto, Herculaneaum, Italy and Museum of Modern Art, Bologna (cat.)
- 1992	Erik Bulatov and Oleg Vassiliev, Phyllis Kind Gallery, New York (cat.)
- 1991	Artistos Rusos Contemporaneos, Auditorio de Galicia, Santiago de Compostela, Spain
- 1991	Erik Bulatov/Oleg Vassiliev, Phyllis Kind Gallery, New York
- 1991	Group Exhibition, The State Literature Museum, Moscow
- 1991	Back to Square One, Berman-E.N. Gallery, New York (cat.)
- 1991	The Other Art: Moscow 1956-1976, The Tretyakov Gallery, Moscow and The Russian Museum, Leningrad (cat.)
- 1991	Soviet Contemporary Art: From Thaw to Perestroika, Setagaya Museum, Tokyo
- 1990	Logic of Paradox, Palace of Youth, Moscow
- 1990	Alternative Art of the 60s, Soviet Foundation of Culture, Moscow
- 1990	Contemporary Soviet Art: Adaptation and Negation of Socialist Realism, Aldrich Museum of Contemporary Art, Ridgefield, Connecticut (cat.)
- 1990	Foire International d’Art Contemporain (FIAC 90), Paris
- 1989	Erik Bulatov/Oleg Vassiliev, Phyllis Kind Gallery, New York
- 1989	From the Revolution to Perestroika, Soviet Art of the Ludwig Collection, Kunstmuseum Luzern, Switzerland, traveled to Palau de la Virreina-Ajuntment de Barcelona, Spain, and Musee d’Art Moderne de St. Etienne, France (cat.)
- 1989	Photo in Painting, First Gallery, Moscow
- 1989	Behind the Ironic Curtain, Phyllis Kind Gallery, New York
- 1989	100 Artists from the Kolodzei Collection, The State Museum of Fine Arts, Tashkent, Uzbekistan, USSR
- 1988	Ich Lebe, Ich Sene, Kunstmuseum, Bern (cat.)
- 1988	No Problem, Exhibition Hall Begovaya Ulitza, Moscow
- 1987	Direct from Moscow, Phyllis Kind Gallery, New York
- 1987	Soviet Art, Marconi Galleria, Milan and Rome
- 1987	The Artist and His Time, Exhibition Space, Kashirskoye Shosse, Moscow
- 1982	Photography and Painting, Conference and Exhibition at the Center of Aesthetics, Moscow
- 1982	New Tendencies of Soviet Unofficial Art 1956-1981, Villedien Culture Center, Elancourt, France
- 1981	25 Years of Soviet Unofficial Art 1956-1981, The C.A.S.E. Museum of Unofficial Soviet Art, Jersey City
- 1977	La Nuova arte sovietica: una prospettiva non ufficiale (New Soviet Art: a Non-official Prospective), Venice Biennale